# Needham (Massachusetts)
Needham – miasto (city) w hrabstwie Norfolk, w stanie Massachusetts, w Stanach Zjednoczonych, położone ok. 15 km na południowy zachód od Bostonu. W 2010 roku miasto liczyło 28 886 mieszkańców. 
W Needham swoją siedzibę ma uczelnia Franklin W. Olin College of Engineering.
Przez miasto przebiega autostrada międzystanowa nr 95.